# Гомес Мартин, Серхио
Се́рхио Го́мес Марти́н (исп. Sergio Gómez Martín; род. 4 сентября 2000, Бадалона) — испанский футболист, полузащитник клуба «Реал Сосьедад» и сборной Испании.

## Клубная карьера
Серхио начинал карьеру в скромной детской команде «Трахана». Позднее он выступал за детские коллективы «Бадалоны» и «Эспаньола». В 2010 году юный талант присоединился к системе именитой «Барселоны». Являлся членом юношеской команды этого клуба.
В январе 2018 года игрок подписал контракт с дортмундской «Боруссией», которая заплатила за Гомеса 3 миллиона евро.
В июне 2021 года футболист перешел в бельгийский «Андерлехт». Контракт заключен до конца июня 2025 года.

## Карьера в сборной
В 2017 году Серхио был вызван главным тренером юношеской сборной Испании Сантьяго Санчесом на юношеский чемпионат Европы (до 17 лет) в Хорватии. На турнире он провёл все шесть встреч и отличился тремя голами. В составе юношеской сборной Серхио стал чемпионом Европы.

## Достижения
«Манчестер Сити»
- Чемпион Англии: 2022/23, 2023/24
- Обладатель Кубка Англии: 2022/23
- Победитель Лиги чемпионов: 2022/23
- Обладатель Суперкубка УЕФА: 2023
- Победитель Клубного чемпионата мира: 2023

Сборная Испании (до 17 лет)
- Чемпион Европы (до 17): 2017